# Wellington Monument
Cet article concerne le monument de Dublin. Pour le monument dans le Somerset, voir Wellington Monument (Somerset).
Le Wellington Monument (en irlandais : Leacht Wellington), ou plus correctement le Wellington Testimonial, est un obélisque situé dans le Phoenix Park de Dublin, en Irlande.
Il honore Arthur Wellesley de Wellington, le 1er duc de Wellington, militaire né à Dublin.
La structure du Wellington Monument mesure 62 mètres de hauteur, ce qui en fait le plus grand obélisque d'Europe.
Le monument rappelle les batailles remportées par le duc de Wellington aux Indes, en Espagne et, pour la plus célèbre, à Waterloo.